# Michael Cartellone
Michael Cartellone (Cleveland, Ohio, SAD, 7. lipnja 1962.) američki je glazbenik i bubnjar.
Glazbenu karijeru počeo je u 11. godini. Bio je članom sastava Damn Yankees i Accept. Trenutačno je bubnjar sastava Lynyrd Skynyrd. Surađivao je i s drugim poznatim glazbenicima, kao studijski i koncertni glazbenik. Osim glazbe, bavi se i slikarstvom.

## Vanjske poveznice
- MC Artworks (osobne stranice)